# Azul (Provinz Buenos Aires)
Azul ist die Hauptstadt des Partido Azul in der Mitte der Provinz Buenos Aires in Argentinien. Sie liegt 299 km südwestlich von Buenos Aires und hatte gemäß der Volkszählung des INDEC im Jahre 2001 63.000 Einwohner (2010: 65.174).

## Geschichte
Die Stadt wurde am 16. Dezember 1832 gegründet, nachdem der Gouverneur Juan Manuel de Rosas den Bau eines Forts mit dem Namen San Serapio Martír del Arroyo Azul als Schutz gegen die einheimischen Indianer angeordnet hatte. Durch die Vergabe von Land an Interessenten entwickelte sich die Gemeinde, so dass sie 1895 formell durch die Behörden der Provinz zur Stadt erklärt wurde.
Am 19. Januar 1974, zur Zeit der Präsidentschaft von Juan Perón, wurden Kasernen der Armee in den Außenbezirken der Stadt durch die extrem linke Revolutionäre Volksarmee (ERP) angegriffen. Dies war der bis dahin stärkste Angriff auf die Staatsmacht in Argentinien und sollte der Beschaffung von Waffen und Munition dienen. Bei dem Angriff starben 3 Soldaten, ein Soldat wurde als Geisel genommen und später von den Angreifern exekutiert.

## Bauwerke
Die römisch-katholische Kathedrale von Azul, Nuestra Señora del Rosario, wurde im Jahre 1906 geweiht. Sie ist die Hauptkirche des seit 1934 bestehenden Bistums Azul.
Der argentinische Architekt Francisco Salomone entwarf sowohl das Eingangsportal zum Hauptfriedhof der Stadt als auch das Hauptgebäude des Schlachthofs im Stil des Art déco. Diese Gebäude aus den späten 1930er Jahren gehören zu den ersten Beispielen moderner Architektur im ländlichen Argentinien.

## Bildung und Kunst
Die Nationaluniversität des Mittleren Buenos Aires unterhält in Azul die Abteilungen für Ackerbau und für Rechtswissenschaft.
Das Teatro Español aus dem Jahre 1897 ist das bedeutendste der Pampa-Region. Im Jahre 1992 trat hier das Ballett des Bolschoi-Theaters auf.
Im Jahre 2007 wurde Azul durch die UNESCO zur Cervantesstadt ernannt, da die Casa Ronco etwa 400 Exemplare von Ausgaben des Don Quijote von Cervantes beherbergt. Die Sammlung wurde durch den Juristen Bartolomé Ronco (1881–1952) zusammengetragen und enthält unter anderem einen Druck aus dem Jahre 1697.
Ebenfalls seit 2007 ist Azul Schauplatz des Miguel-de-Cervantes-Festivals.

## Garnison
In Azul sind das Panzerregiment No. 10 (Regimento de Caballeria de Tanques) sowie eine motorisierte Artillerieabteilung der argentinischen Streitkräfte stationiert.

## Marskrater
Nach Azul ist ein Marskrater benannt.

## Partnerstadt
Seit Mitte 2011 ist  Alcalá de Henares die Partnerstadt von Azul.

## Söhne und Töchter der Stadt
- Miguel Hesayne (1922–2019), römisch-katholischer Bischof von Viedma
- Miguel Etchecolatz (1929–2022), ranghoher Polizist und Verbrecher
- Rodolfo Cardoso (* 1968), Fußballspieler und -trainer
- Silvina Moschini (* 1972), Unternehmerin und Wirtschaftsjournalistin
- Matías Almeyda (* 1973), Fußballspieler und -trainer
- Juan Ángel Neira (* 1989), Fußballspieler
- Federico Delbonis (* 1990), Tennisspieler
- Franco Mastantuono (* 2007), Fußballspieler